# خليج جبل القديس ميشيل
خليج مون سان ميشيل (بالفرنسية: Baie du Mont-Saint-Michel)‏ يقع بين منطقة بريتاني وشبه جزيرة كوتونتان التابع لمنطقة نورماندي في فرنسا.
وهو مدرج ضمن نادي أجمل خلجان العالم، وقائمة اليونسكو للتراث العالمي.
وتوجد به جزيرتين جرانيتين هما تومبلين ومون سان ميشيل.